# 生活大爆炸 (第三季)
《生活大爆炸》（第三季）是哥伦比亚广播公司發行的美国情景喜剧，从2009年9月21日起播映，至2010年5月24日完结，共有23集。第三季的收視率高於前兩季，觀眾超過1500萬。 在第三季中，未來的主要演員梅丽莎·劳奇首次出現在《毛骨悚然的糖果塗層推論（The Creepy Candy Coating Corollary）》中飾演伯納黛特·羅斯坦科夫斯基，而马伊姆·拜力克則在本季結局《月球的激發（The Lunar Excitation）》中飾演艾米·法拉·福勒博士。
在第62屆黃金時段艾美獎頒獎典禮上，克莉絲汀·巴倫絲基憑藉劇集《母性的一致（The Maternal Congruence）》獲得黃金時段艾美獎喜劇類影集最佳客串女演員提名。吉姆·帕森斯則憑藉《褲子的替代品（The Pants Alternative）》一集獲得了黃金時段艾美獎喜劇類影集最佳男主角獎。

## 概述
里安納在北極呆了三個月後歸來，潘妮投身於里安納，他們開始了一段持續整季大部分時間的關係，而潘妮則和薛爾登開始了一段古怪的友誼（儘管她仍然惹惱他）。威尔·惠顿開始以薛爾登的宿敵身份出現。霍華德開始和伯納黛特·羅斯坦科夫斯基約會。在這季結束時，薛爾登遇到了艾米·法拉·福勒。

## 角色列表
| - 约翰尼·盖尔克奇 飾演 里安納·荷夫斯特博士 - 吉姆·帕森斯 飾演 薛爾登·高栢博士 - 凯莉·库柯 飾演 潘妮 - 西蒙·黑尔贝格 飾演 霍华德·沃洛维兹 - 昆瑙·纳亚尔 飾演 雷傑·高化波里博士 - 凱蒂·薩克沃夫 飾演 她自己 - 艾拉·弗拉托 飾演 他自己 - 史丹·李 飾演 他自己 - 詹姆斯·厄爾·瓊斯 飾演 他自己 - 史蒂芬·霍金 飾演 他自己 - 埃隆·马斯克 飾演 他自己 | - 蘿莉·麥凱佛 飾演 瑪麗·高栢 - 卡羅爾·安·蘇西 飾演 和路威茲夫人 - 約翰·羅斯·博維 飾演 巴里·克里普克博士 - 威尔·惠顿 飾演 他自己 - 凱文·薩斯曼 飾演 斯圖爾特·布魯姆 - 梅丽莎·劳奇 飾演 伯納黛特·羅斯坦考斯基 - 布萊恩·喬治 飾演 V.M.高化波里博士 - 愛麗絲·阿姆特 飾演 高化波里夫人 - 克莉絲汀·巴倫絲基 飾演 貝弗利·荷夫斯特博士 - 莎拉·吉爾伯特 飾演 萊斯利·溫克爾 - 布萊恩·托馬斯·史密斯 飾演 扎克·約翰遜 | - 劉易·布萊克 飾演 克勞利教授 - 莫莉·摩根（Molly Morgan） 飾演 貝瑟尼 - 莎拉·比勒（Sarah Buehler） 飾演 莎拉 - 安迪·麥肯齊（Andy Mackenzie） 飾演 斯基特 - 伊麗莎白·博古什 飾演 凱瑟琳·米爾斯通博士 - 奧利弗·繆爾黑德 飾演 勞克林教授 - 扎卡里·亞伯 飾演 托德 - 傑森·梅切斯（Jason Mesches） 飾演 丹尼 - 丹妮卡·麥凱勒 飾演 艾比 - 珍·德羅漢（Jen Drohan） 飾演 瑪莎 - 胡里奧·奧斯卡·梅喬索 飾演 哈克特警官 - 亚德利·史密斯 飾演 桑迪 - 凱文·比夫（Kevin Brief） 飾演 格倫 - 史蒂夫·佩默（Steve Paymer） 飾演 柯比法官 - 馬庫斯·福爾馬（Marcus Folmar） 飾演 警衛 - 弗蘭克·馬哈拉吉（Frank Maharajh） 飾演 文卡特什·高化波里 - 茱蒂·葛瑞兒 飾演 伊麗莎白·普林頓博士 - 松村艾麗 飾演 喬伊斯·金 - 史蒂文·連 飾演 塞巴斯蒂安 - 艾吉·柯克蘭（Ajgie Kirkland） 飾演 路易/路易絲 - 勞裡·約翰遜 飾演 岡德森夫人 - 马伊姆·拜力克 飾演 艾米·法拉·福勒博士 |

## 剧集
| 總集數 | 集數 （季） | 標題                                                      | 導演          | 編劇 | 首播日期       | 製作 代碼 | 美國收視人數 （百萬） |
| --- | ----------- | --------------------------------------------------------- | ------------- | --- | -------------- | --------- | --------------------- |
| 41 | 1           | 電動開罐器的波動 The Electric Can Opener Fluctuation      | 马克·森卓斯基 | 史蒂文·莫拉羅 | 2009年9月21日  | 3X5551    | 12.96                 |
| 當男孩們從地磁北极探險返回家中時，潘妮向里安納表達了她對里安納的感情，並在他拜訪時親吻了他。可是兩人都被打斷了，因為薛爾登得知里安納、霍華德和雷傑篡改了他的一項實驗後感到羞辱，於是回到他母親位於加爾維斯敦，德克薩斯州的家中。當里安納到達德克薩斯時，瑪麗通過不同意薛爾登對進化的看法，說服謝爾頓原諒里安納。里安納和潘妮終於發生了性關係，但他們承認他們之間的關係現在變得很奇怪。 標題出處: 男孩們用電動開罐器來偽造謝爾頓在磁北極的實驗結果。 |             |                                                           |               | |                |           |                       |
| 42 | 2           | 吉米的猜想 The Jiminy Conjecture                          | 马克·森卓斯基 | 吉姆·雷諾茲（Jim Reynolds） | 2009年9月28日  | 3X5552    | 13.27                 |
| 里安納和潘妮在友情和愛情之間搖擺不定，他們努力地嘗試化解他們之間的尷尬。他們整夜在討論能讓他們感到舒服的解決方案，但最終在潘妮的公寓裡喝醉了，並整夜嘔吐。薛爾登和霍華德將他們各自最有價值的漫畫書押在他們聽到的蟋蟀聲的蟋蟀種類上，並請來了一位沮喪的昆虫学家來判定種類。在薛爾登輸掉賭注後，他遇到了潘妮，並在與她談論里安納之後，向她保證她和里安納總是可以重新成為朋友。在潘妮向里安納解釋後，兩人同意這樣做，但他們發現兩人都不想這樣做，然後就再做愛了。 標題出處: 薛爾登試圖猜測他以吉米蟋蟀命名的蟋蟀的種類。 |             |                                                           |               | |                |           |                       |
| 43 | 3           | “哥特路威茲”的偏差 The Gothowitz Deviation                | 马克·森卓斯基 | 故事：李·阿倫森、理查德·羅森斯托克（Richard Rosenstock） 劇本：比爾·普拉迪、瑪麗亞·法拉利（Maria Ferrari）                                               | 2009年10月5日  | 3X5553    | 12.52                 |
| 潘妮公寓裡的床爛了，迫使她在里安納和薛爾登的公寓裡睡了幾天。薛爾登試圖糾正潘妮，用巧克力獎勵他認為“正確”的行為。霍華德和雷傑假裝是哥特人，試圖在哥特俱樂部認識女孩，但當女孩們說服她們去紋身時，他們退縮了。 標題出處: 霍華德和雷傑去了哥特俱樂部。 |             |                                                           |               | |                |           |                       |
| 44 | 4           | 海盜的解決方案 The Pirate Solution                        | 马克·森卓斯基 | 史蒂夫·霍蘭德 | 2009年10月12日 | 3X5554    | 13.07                 |
| 雷傑對海王星外天體的研究陷入了死胡同，除非找到新工作，否則他將面臨被驅逐回到印度。薛爾登向雷傑提供了為他工作的機會。雷傑接受了，但隨之而來的是分歧。最終，薛爾登向雷傑道歉，承認他的理論是正確的，但拒絕放棄自己的理論。霍華德試圖與里安納和潘妮一起出去玩，但卻闖入了他們的關係。 標題出處: 薛爾登建議雷傑要麼移民到另一個國家，要麼返回印度，要麼“作為無國籍海盜在公海遊蕩”。 |             |                                                           |               | |                |           |                       |
| 45 | 5           | 毛骨悚然的糖果塗層推論 The Creepy Candy Coating Corollary | 马克·森卓斯基 | 故事：查克·洛尔、比爾·皮禮迪 劇本：李·阿倫森、史蒂文·莫拉羅                                                                                              | 2009年10月19日 | 3X5556    | 13.47                 |
| 霍華德提醒里安納他們的女朋友協議：兩個有女朋友（潘妮）的男人（里安納）中的一個必須讓另一個男人（霍華德）和她的朋友約會。在里安納的催促下，不情願的潘妮安排霍華德和她的朋友伯納黛特見面，儘管霍華德和伯納黛特發現他們之間幾乎沒有共同之處。然而，兩人在各自與母親的關係上結下了不解之緣。薛爾登和雷傑搭檔參加了一場交換卡片遊戲錦標賽，並與他的對手威爾·惠頓競爭，後者在薛爾登還是個孩子的時候無意中羞辱了他。 注意: 這一集標誌著未來的常規演員梅麗莎·勞赫首次飾演伯納黛特·羅斯坦科夫斯基，也標誌著威爾·惠頓在節目中的首次客串亮相。 標題出處: 潘妮對霍華德外在行為的描述。霍華德也在卡羅拉中失去童貞。 |             |                                                           |               | |                |           |                       |
| 46 | 6           | 玉米殼的漩渦 The Cornhusker Vortex                        | 马克·森卓斯基 | 故事：比爾·皮禮迪、史蒂文·莫拉羅 劇本：戴夫·格奇（Dave Goetsch）、李察·羅森斯托克                                                                        | 2009年11月2日  | 3X5555    | 12.73                 |
| 里安納試圖融入潘妮熱愛足球的朋友的圈子，儘管最初他對這項運動一無所知。然而，讓他吃驚的是薛爾登大量的足球知識（因為童年時被父親強行教導給他），里安納後來帶著這些知識去到佩妮的足球派對。里安納拒絕和薛爾登一起放風箏，儘管里安納自己也想去，因為他從來沒有經歷過正常的童年，潘妮感覺不開心，便允許里安納離開，尤其是在指出他讓聚會上的每個人都感到厭煩之後。霍華德在與雷傑的活動中總是拋棄他去追求女性，這讓雷傑感到不開心。 標題出處: 佩妮和她的朋友們觀看的足球隊（內布拉斯加州玉米殼足球隊）。 |             |                                                           |               | |                |           |                       |
| 47 | 7           | 吉他手的放大 The Guitarist Amplification                  | 马克·森卓斯基 | 故事：查克·洛爾、李·阿倫森 劇本：比爾·皮禮迪、李察·羅森斯托克、占·雷諾茲                                                                                 | 2009年11月9日  | 3X5557    | 12.79                 |
| 當潘妮邀請她的前男友，一位吉他手留宿在自己的公寓時，里安納吃醋了。里安納認為潘妮這一舉動是不在乎他的表現，而潘妮則覺得里安納管太多了。他倆的爭吵，雷傑和他的父母吵架、霍華德和他的母親吵架讓有童年陰影的薛爾登十分傷心，薛爾登的父母在他小時候經常大吵大鬧。為了安慰薛爾登，潘妮最終決定讓她的音樂家朋友住在里安納公寓的沙發上。 標題出處: 潘妮的吉他手朋友。 |             |                                                           |               | |                |           |                       |
| 48 | 8           | 膠鴨缺乏症 The Adhesive Duck Deficiency                   | 马克·森卓斯基 | 故事：查克·洛爾、比爾·皮禮迪、戴夫·格奇 劇本：史蒂文·莫拉羅、埃里克·卡普兰、瑪麗亞·法拉利                                                                | 2009年11月16日 | 3X5558    | 13.23                 |
| 潘妮在淋浴時滑倒，薛爾登儘管以前從未開過車，但仍然被迫開車送她去醫院。里安納、雷傑和霍華德去露營之旅觀看獅子座流星雨，但所有人都受附近的死頭露營者給他們的“魔法”餅乾的影響，導致他們脫口而出奇怪的秘密，包括霍華德失去了童貞給他的堂表姐，他們還忘記了觀看流星雨。 標題出處: 薛爾登告訴潘妮，他的浴缸裡有粘性的防滑鴨形貼花，它們本來可以防止潘妮的意外。 |             |                                                           |               | |                |           |                       |
| 49 | 9           | 復仇的配方 The Vengeance Formulation                      | 马克·森卓斯基 | 故事：查克·洛爾、瑪麗亞·法拉利 劇本：李察·羅森斯托克、占·雷諾茲、史提夫·霍蘭德                                                                           | 2009年11月23日 | 3X5559    | 14.13                 |
| 在三次成功的約會之後，霍華德反思了他與伯納黛特關係的未來。他在最後一刻提出了一個讓伯納黛特吃驚的提議，但她拒絕了，因為這對他們中的任何一個來說都為時過早。然而，霍華德通過演唱一首俗氣的情歌贏得了伯納黛特的芳心，她覺得這首歌很浪漫。薛爾登和克里普克之間的惡作劇鬥爭開始了，克里普克在全国公共广播电台的談話節目《科學星期五》中讓薛爾登的辦公室充滿了氦氣，讓他的聲音變得尖銳，從而使薛爾登超級尷尬。當西伯特校長和董事會到克里普克的辦公室看一項實驗進展時，薛爾登從天花板上將一堆泡沫淋入克里普克的辦公室。之後，克里普克的電腦播放了一條來自薛爾登預先錄製的影片，解釋說薛爾登是負責任的，里安納和雷傑也參與其中。 標題出處: 薛爾登對克里普克的報復。 |             |                                                           |               | |                |           |                       |
| 50 | 10          | 大猩猩的實驗 The Gorilla Experiment                       | 马克·森卓斯基 | 故事：查克·洛爾、李察·羅森斯托克、史提夫·霍蘭德 劇本：比爾·皮禮迪、史蒂文·莫拉羅、瑪麗亞·法拉利                                                          | 2009年12月7日  | 3X5560    | 14.38                 |
| 伯納黛特在里安納公寓和大家吃飯的時候表現出了對物理學的興趣，她想觀看里安納的實驗。霍華德讓里安納不要給他女朋友展示實驗，他開始嫉妒里安納，導致三人關係出現摩擦。潘妮因為無法與里安納談論他的工作而嫉妒，她央求薛爾登教她物理，好讓里安納驚喜，但結果好壞參半。 標題出處: 薛爾登認為教潘妮物理等同於挑戰教大猩猩可可手語。 |             |                                                           |               | |                |           |                       |
| 51 | 11          | 母性的一致 The Maternal Congruence                        | 马克·森卓斯基 | 故事：李·阿倫森、史蒂文·莫拉羅、李察·羅森斯托克、瑪麗亞·法拉利 劇本：查克·洛爾、比爾·皮禮迪、戴夫·格奇                                                   | 2009年12月14日 | 3X5562    | 15.58                 |
| 聖誕節到了，里安納的媽媽貝弗利來到了洛杉磯探望倫納德，但是潘妮卻因為里安納沒有告訴他媽媽二人的關係而生氣。里安納則因為自己的媽媽似乎與薛爾登十分親近，自己最喜愛的狗死了都不知道而感到生氣。 標題出處: 里安納的媽媽又來探望他了。 |             |                                                           |               | |                |           |                       |
| 52 | 12          | 心靈的漩渦 The Psychic Vortex                             | 马克·森卓斯基 | 故事：李·阿倫森、史蒂文·莫拉羅 劇本：查克·洛爾、艾力·卡普蘭、占·雷諾茲                                                                                   | 2010年1月11日  | 3X5561    | 15.82                 |
| 薛爾登因為雷傑送給他一個綠燈俠的綠燈而答應陪雷傑去大學的派對中找女孩子。二人在派對上認識了艾比和瑪莎，四人漸漸的成為了朋友，而雷傑和艾比甚至親熱了起來。瑪莎對薛爾登有些意思，但是薛爾登卻不近人情，完全沒有聽懂瑪莎對他的暗示。與此同時，里安納和潘妮卻因為靈媒真假的問題吵了起來，最終里安納答應了潘妮一起去看靈媒。 標題出處: 潘妮對靈媒的信念。 |             |                                                           |               | |                |           |                       |
| 53 | 13          | 博茲曼反應 The Bozeman Reaction                           | 马克·森卓斯基 | 故事：比爾·皮禮迪、李·阿倫森、占·雷諾茲 劇本：查克·洛爾、史蒂文·莫拉羅、史提夫·霍蘭德                                                                    | 2010年1月18日  | 3X5563    | 14.99                 |
| 薛爾登和里安納的公寓被盜，電視、手提電腦都被偷走了。薛爾登就此認為他們居住的城市很不安全，決定搬去別的城市。最後，薛爾登決定搬去博兹曼市，但他剛到博兹曼就被搶劫了。最後，他搬回了原來的公寓。 標題出處: 薛爾登和里安納的公寓遭到搶劫後，薛爾登搬到了蒙大拿州的博茲曼市。 |             |                                                           |               | |                |           |                       |
| 54 | 14          | 愛因斯坦的近似值 The Einstein Approximation               | 马克·森卓斯基 | 故事：李·阿倫森、戴夫·格奇、史提夫·霍蘭德 劇本：查克·洛爾、史蒂文·莫拉羅、艾力·卡普蘭                                                                    | 2010年2月1日   | 3X5565    | 15.51                 |
| 在沉迷於物理問題後，薛爾登決定從事一份卑微的工作，將自己與阿尔伯特·爱因斯坦相提並論，後者在瑞士專利局工作時構思了相對論。與此同時，當里安納、潘妮、霍華德和伯納黛特在溜冰場進行雙重約會時，雷傑感到被冷落了。 標題出處: 薛爾登試圖通過從事一項卑微的工作來解決他的問題，並將其與愛因斯坦在瑞士專利局工作時的發現進行了比較。 |             |                                                           |               | |                |           |                       |
| 55 | 15          | 大型強子的對撞 The Large Hadron Collision                 | 马克·森卓斯基 | 故事：查克·洛爾、史蒂文·莫拉羅、占·雷諾茲 劇本：李·阿倫森、李察·羅森斯托克、瑪麗亞·法拉利                                                                | 2010年2月8日   | 3X5564    | 16.26                 |
| 里安納拿到兩張會議門票去瑞士參觀大型強子對撞機，薛爾登感到沮喪，因為里安納計劃帶潘妮參加情人節滑雪之旅，而不是帶他參觀對撞機。在未能說服里安納改變主意後，薛爾登試圖說服潘妮退出，這導致里安納終止了與薛爾登的友誼。然而，當潘妮得了流感時，里安納改變了主意並讓薛爾登去，結果發現他也病了，導致里安納只能帶雷傑。後來透露，薛爾登在擁抱潘妮時被潘妮感染了。 標題出處: 里安納和薛爾登之間關於誰將成為里安納參加大型強子對撞機之旅的來賓的爭論。 |             |                                                           |               | |                |           |                       |
| 56 | 16          | 精益求精的收穫物 The Excelsior Acquisition                | 彼得·查高斯   | 故事：查克·洛爾、李·阿倫森、史蒂文·莫拉羅 劇本：比爾·皮禮迪、史提夫·霍蘭德、瑪麗亞·法拉利                                                                | 2010年3月1日   | 3X5566    | 15.73                 |
| 薛爾登在載脫臼的潘妮去醫院（第三季第8集《膠鴨缺乏症》）時因為闖紅燈被傳喚上交通法庭，這讓他錯過了漫畫店舉行的史丹·李簽名會。在法庭上，因為薛爾登急於辯護，嘲笑了法官，於是法官把他送到監獄，直到他道歉才放他出來。讓薛爾登錯過簽名會的潘妮很過意不去，便帶著薛爾登去了史丹·李的別墅。然而，薛爾登只收到了史丹·李簽署的限制令。 標題出處: 史丹·李的漫畫書簽名活動。「精益求精」是他的口頭禪。 |             |                                                           |               | |                |           |                       |
| 57 | 17          | 寶貝的碎片化 The Precious Fragmentation                   | 馬克·森卓斯基 | 故事：李·阿倫森、艾力·卡普蘭、瑪麗亞·法拉利 劇本：比爾·皮禮迪、史蒂文·莫拉羅、李察·羅森斯托克                                                            | 2010年3月8日   | 3X5567    | 16.31                 |
| 薛爾登、雷傑、里安納和霍華德獲得了至尊魔戒的收藏鑄件，後來知道這是《魔戒電影三部曲》中的道具。男孩們在該怎麼做上發生衝突：里安納想把它寄回給彼得·杰克逊，雷傑想賣掉它並用利潤買一輛摩托艇，而霍華德和薛爾登都想保留它。里安納把它交給潘妮保管，但薛爾登試圖在她睡覺的時候偷走它，潘妮打了他的鼻子。在大學的午餐時間，鬥爭升級了，男孩們都抓住戒指並開始保持拿著戒指比賽，最後一個抓住的人可以得到戒指。他們不知如何走出了大學的大門，上了車，開車回家。在公寓的門前，潘妮用性誘惑里安納，他立即退出了。剩下的三個人互相嘗試了幾種心理技巧以讓其他人放棄戒指，例如言語攻擊對方的母親或試圖讓對方小便，這很有效，薛爾登和霍華德不得不以某種不放開戒指的方式小便。最後，男孩們在沙發上睡著了，沒有人拿著戒指。當他們醒來時，里安納告訴他們他把戒指寄回給彼得·傑克遜並斥責他們的幼稚行為，因為任何得到戒指的人都會被其他人拋棄。然而，最後透露，里安納偷偷把戒指放在了口袋裡，並被放在他房間的鞋盒裡。 標題出處: 男孩們為至尊魔戒而發生衝突。                                                      |             |                                                           |               | |                |           |                       |
| 58 | 18          | 褲子的替代品 The Pants Alternative                        | 馬克·森卓斯基 | 故事：查克·洛爾、比爾·皮禮迪、史提夫·霍蘭德 劇本：艾力·卡普蘭、李察·羅森斯托克、占·雷諾茲                                                                | 2010年3月22日  | 3X5568    | 13.42                 |
| 薛爾登要參加一個演講，但是他卻很害怕在很多人面前講話。於是薛爾登的朋友們便幫助謝爾頓度過難關。他們用了一切辦法，但是效果都不明顯，於是潘妮建議薛爾登喝點酒。可是，喝完酒的薛爾登卻在演講會上失了態。 標題出處: 薛爾登在獲獎感言時同時喝酒和脫褲子。 |             |                                                           |               | |                |           |                       |
| 59 | 19          | 惠頓的復發 The Wheaton Recurrence                         | 馬克·森卓斯基 | 故事：查克·洛爾、史蒂文·莫拉羅 妮可·洛爾（Nicole Lorre）、傑西卡·安布羅塞蒂（Jessica Ambrosetti） 劇本：比爾·皮禮迪、戴夫·格奇、占·雷諾茲、瑪麗亞·法拉利 | 2010年4月12日  | 3X5569    | 13.39                 |
| 一夜纏綿後，里安納情不自禁的向潘妮說了“我愛你”，這讓潘妮很是不適應。這也讓兩人開始思考他們的關係何去何從。這時，薛爾登的老對手威爾·惠頓參加了保齡球比賽。威爾十分卑鄙，為了贏得比賽，他勸潘妮與里安納分手，藉此影響潘妮的心情，導致潘妮退出比賽，男孩們也輸了這場保齡球比賽。 標題出處: 威爾·惠頓作為客串明星回歸。 |             |                                                           |               | |                |           |                       |
| 60 | 20          | 意大利麵的催化劑 The Spaghetti Catalyst                   | 安東尼·里奇   | 查克·洛爾、比爾·皮禮迪、李·阿倫森、史蒂文·莫拉羅 | 2010年5月3日   | 3X5570    | 11.63                 |
| 潘妮和里安納分手了，潘妮邀請薛爾登去她家吃飯，但是為了不想讓里安納多想，她讓薛爾登不要告訴別人他們在一起吃了飯。而薛爾登很難保守秘密，於是便透露給了里安納。結果里安納並不感到生氣，還讓潘妮帶薛爾登去了迪士尼樂園。 標題出處: 薛爾登與潘妮的意大利麵晚餐以及它如何影響潘妮和里安納的友誼。 |             |                                                           |               | |                |           |                       |
| 61 | 21          | 普林頓的刺激 The Plimpton Stimulation                     | 馬克·森卓斯基 | 故事：查克·洛爾、比爾·皮禮迪、李·阿倫森 劇本：史蒂文·莫拉羅、占·雷諾茲、瑪麗亞·法拉利                                                                    | 2010年5月10日  | 3X5571    | 13.73                 |
| 普林斯顿大学的物理宇宙学家伊麗莎白·普林頓博士接受了薛爾登的邀請，在她遊覽加州理工學院期間住在公寓裡。然而，她反而直接對里安納產生了興趣，兩人最終上了床，引起了潘妮的嫉妒。然而，當伊麗莎白和雷傑上床並試圖說服里安納和霍華德（剛剛與伯納黛特分手）與他們進行四人做愛時，里安納知道他和伊麗莎白對他們關係的本質有著截然不同的看法。 標題出處: 伊麗莎白·普林頓博士拜訪並“刺激”了里安納和雷傑。 |             |                                                           |               | |                |           |                       |
| 62 | 22          | 樓梯的執行 The Staircase Implementation                   | 馬克·森卓斯基 | 故事：李·阿倫森、史蒂文·莫拉羅、史提夫·霍蘭德 劇本：查克·洛爾、戴夫·格奇、瑪麗亞·法拉利                                                                  | 2010年5月17日  | 3X5572    | 15.02                 |
| 里安納和薛爾登就恆溫器溫度發生爭執後，前者躲進了潘妮的公寓。當里安納在那裡時，他談到了他最初是如何在2003年遇到薛爾登的。里安納看到一則關於與某人成為室友的廣告，並因為其合理的租金而接受了它，但其他房客警告里安納謝爾頓的古怪。在通過了一些考驗並簽署了室友協議後，里安納搬了進來。里安納與薛爾登發生衝突，因為薛爾登中斷了他與帶回家的女孩發生性行為，並經常因薛爾登的行為而感到沮喪。里安納邀請他的朋友霍華德和雷傑來使用一些真正的火箭燃料（他在從事一項絕密的政府項目後獲得）為霍華德帶來的模型提供動力，但薛爾登一直警告他弄錯了轉換火箭燃料變成能夠用於模型的配方。里安納無視薛爾登的警告並繼續使用配方，但燃料開始冒煙，他們試圖通過電梯把它帶到大廈外面，但薛爾登在火箭燃料爆炸之前把它放在電梯裡並推了里安納出去，燃料爆炸摧毀了電梯，這揭示為什麼電梯總是顯示失靈。故事結束後，潘妮說服里安納與薛爾登和解，他回到公寓道歉。但當里安納試圖觀看薛爾登不喜歡的節目巴比倫5時，他們之間又出現了另一次爭論。 標題出處: 因為里安納的火箭燃料在電梯內爆炸並摧毀了它，所以樓梯變得不可或缺。 |             |                                                           |               | |                |           |                       |
| 63 | 23          | 月球的激發 The Lunar Excitation                           | 彼得·查高斯   | 故事：查克·洛爾、比爾·皮禮迪、瑪麗亞·法拉利 劇本：李·阿倫森、史蒂文·莫拉羅、史提夫·霍蘭德                                                                | 2010年5月24日  | 3X5573    | 14.78                 |
| 潘妮將她的新男友扎克介紹給男孩們，因為他們設置了一個實驗，使用阿波羅計劃留下的一個激光反射器將激光從月球上反射回來，但當潘妮看到扎克與男孩們互動時，她對他的愚蠢感到失望。潘妮後來與扎克分手，並醉醺醺地咆哮里安納，因為他破壞了她容忍白痴的能力，她之後與里安納上床。這件事導致里安納假設他也可以發起醉酒性行為，並在整個劇集中進行了測試。與此同時，雷傑和霍華德在薛爾登不知情下在一個約會網站上為他創建了個人資料，令他們驚訝的是，薛爾登與一個名叫艾米·法拉·福勒的女人相匹配。兩人強迫薛爾登見艾米，他們感到很驚訝，因為薛爾登和艾米有很多共同點，不管是從厭惡襪子到專橫的母親。 注意: 這一集標誌著未來的常規演員馬伊姆·拜力克首次飾演艾米·法拉·福勒。 標題出處: 男孩們從阿波羅計劃留在月球上的一個反射器反射激光。 |             |                                                           |               | |                |           |                       |